# Shibuichi

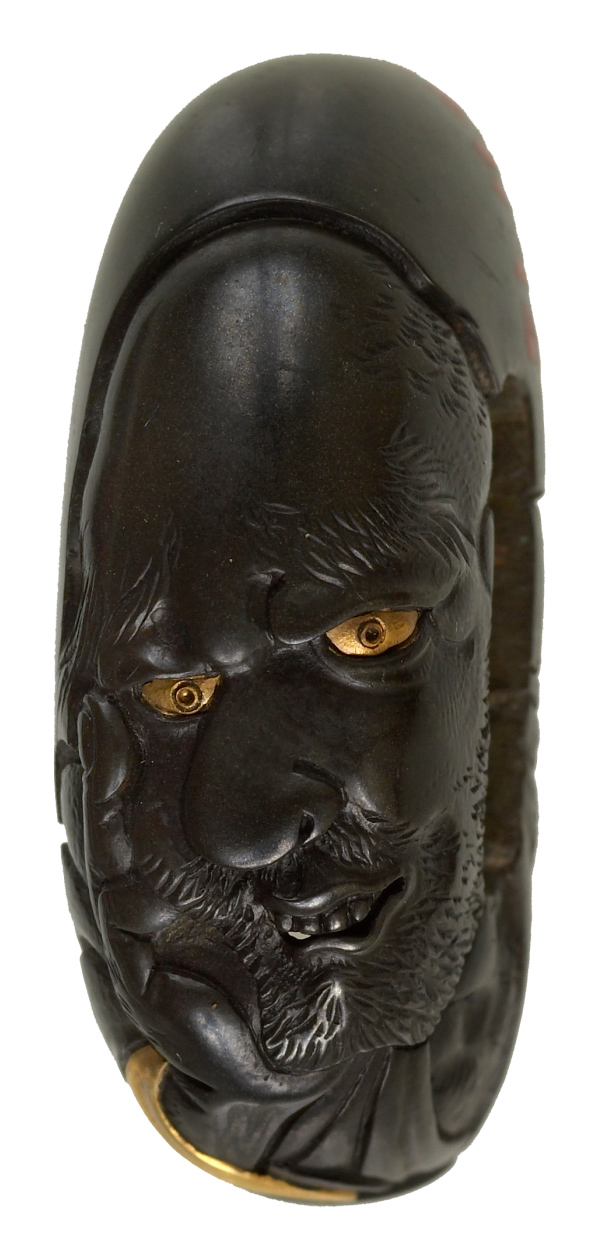
Kashira feito shibuichi escuro, com destaques em ouro

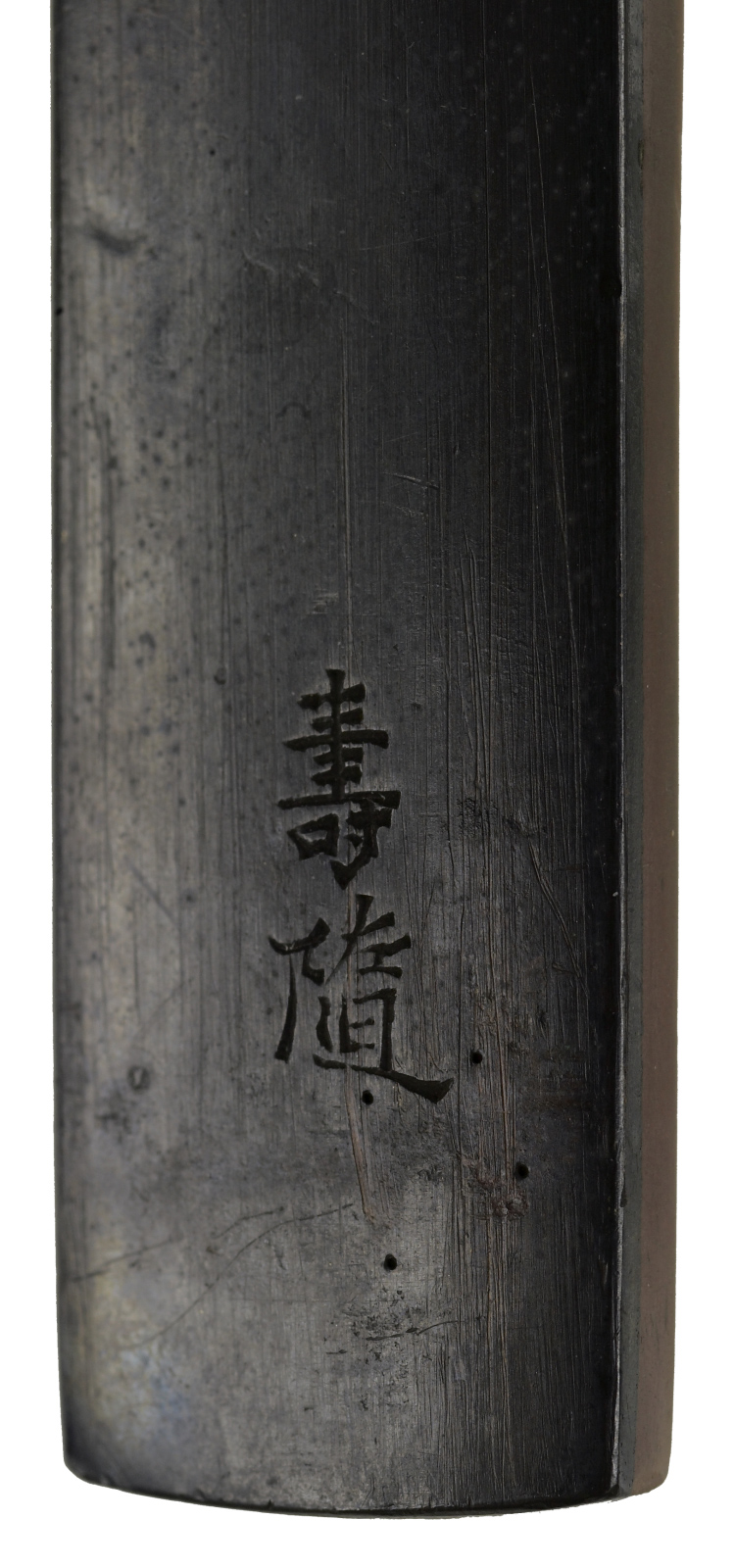
Reverso de um kozuka (comm a assinatura do artista) feito com uma tonalidade intermediária acinzentada de shibuichi

Shibuichi (四分一) é uma liga de cobre historicamente usada no Japão, membro da classe conhecida como irogane, que recebe pátina em uma variedade de tons sutis que vão dos acinzentados a tons apagados de azul, verde e marrom.

## Nome
Shibuichi significa "um quarto" (1/4) em japonês, indicando que a fórmula padrão continha uma parte de prata para três partes de cobre, embora a proporção variasse conforme o efeito desejado no produto.

## Composição
À parte a combinação básica de 25% de prata para 75% de cobre, combinações tão divergentes quanto 5% de prata para 95% de cobre também são descritas como "shibuichi". Uma grande variedade de cores pode ser obtida através do uso de diferentes composições das ligas.
| Nome em japonês (romaji)                    | Ag : Cu, +Au | Tonalidade obtida/Observações                                                |
| ------------------------------------------- | ------------ | ---------------------------------------------------------------------------- |
| Shibuichi                                   | 25 : 75      | Cinza escuro, com traços de ouro                                             |
| Shiro-Shibuichi (Kin-IchibuSashi)           | 60 : 40, +1  | Shiro = "branco" em japonês Cinza-claro, duro, menor temperatura de fundição |
| Ue-Shibuichi (Kin-IchibuSashi)              | 40 : 60, +1  | Ue = "superior" em japonês Acinzentado, mais duro                            |
| Nami-Shibuichi Uchi-Sanbu (Kin-IchibuSashi) | 30 : 70, +1  | Nami = "regular" em japonês Mais claro que o Shibuichi padrão                |
| Nami-Shibuichi Soto-Sanbu (Kin-IchibuSashi) | 23 : 77, +1  | Mais escuro que o Shibuichi básico                                           |

## História
A primeira menção oficial ao material é datada do início do século XVIII, em documentos produzidos pela instituição equivalente à Casa da Moeda, embora acredita-se que tenha existido antes disso. Pela maior parte de sua história, o shibuichi foi usado principalmente para ornamentar detalhes de espadas japonesas até o advento das reformas da era Meiji, quando a maioria dos fabricantes de espadas passaram a fazer objetos puramente decorativos. O material é frequentemente usado em combinações denominadas mokume-gane. Ligas metálicas similares foram usadas em outros lugares, mas o uso do shibuichi para obter diferentes pátinas coloridas aparenta ter permanecido largamente desconhecido fora do Japão até que sobreviesse o interesse recente de artesãos ocidentais por esse material.